# U-181
U-181/I-501 je bila sprva nemška, potem pa japonska vojaška podmornica Kriegsmarine, ki je bila dejavna med drugo svetovno vojno.

## Pripadniki

### Poveljniki
| Poveljniki |                  |               |                                |
| Št.        | Čin              | Ime           | Poveljstvo                     |
| 1.         | Korvettenkapitän | Wolfgang Lüth | 9. maj 1942 - 31. oktober 1943 |
| 2.         | Fregattenkapitän | Kurt Freiwald | 1. november 1943 - 8. maj 1945 |

### Odlikovanci
Nosilci viteškega križca železnega križca s hrastovimi listi, meči in briljanti
- Korvettenkapitän Wolfgang Lüth (9. avgust 1943)

Nosilci viteškega križca železnega križca s hrastovimi listi in meči
- Kapitänleutnant Wolfgang Lüth (15. april 1943)

Nosilci viteškega križca železnega križca s hrastovimi listi
- Kapitänleutnant Wolfgang Lüth (13. november 1942)

Nosilci viteškega križca železnega križca
- Oberleutnant zur See der Reserve Carl-August Landermann (27. oktober 1943)
- Oberleutnant zur See Johannes Limbach (5. februar 1945)

## Tehnični podatki
| Kategorije                                    | Podatki                       |
| --------------------------------------------- | ----------------------------- |
| Teža (t): na površju pod površjem polna Teža  | 1.616 1.804 2.150             |
| Dolžina (m) - tlačni trup (m)                 | 87,6 - 68,5                   |
| Širina (m) - tlačni trup (m)                  | 7,5 - 4,4                     |
| Izpodriv (m)                                  | 5,4                           |
| Višina (m)                                    | 10,2                          |
| Moč (hp): na površju pod podvršjem            | 4.400 1.000                   |
| Hitrost (vozlov): na površju pod podvršjem    | 19,2 6,9                      |
| Doseg (milja/vozel): na površju pod podvršjem | 23.700/12 57/4                |
| Torpeda/Torpedne cevi                         | 24/4 (4 na premcu, 2 na krmi) |
| Krovni top (mm)                               | 105 (150 granat)              |
| Mine                                          | 48 TMA                        |
| Posadka                                       | 55-63                         |
| Maksimalni potop (m)                          | 230                           |